# Боно Бич (Јужна Каролина)
Боно Бич (Јужна Каролина) (енгл. Bonneau Beach) насељено је место без административног статуса у америчкој савезној држави Јужна Каролина.

## Демографија
По попису из 2010. године број становника је 1.929.
| Група             | 2000.    | 2010.         |
| Белци             | 0 (0,0%) | 1.697 (88,0%) |
| Афроамериканци    | 0 (0,0%) | 165 (8,6%)    |
| Азијати           | 0 (0,0%) | 0 (0,0%)      |
| Хиспаноамериканци | 0 (0,0%) | 21 (1,1%)     |
| Укупно            | 0        | 1.929         |